# Eleccions parlamentàries finlandeses de 1910
Les eleccions parlamentàries finlandeses del 1910 es van celebrar el dia 1 de febrer de 1910. El partit més votat fou el socialdemòcrata.
El novembre de 1909, el tsar Nicolau II havia dissolt el parlament i va ordenar noves eleccions, perquè el parlament havia rebutjat acordar la compensació financera exigida per Rússia, en canvi de no aplicar la crida general al servei militar per als finlandesos.

## Resultats
|                     |                                |           |        |          |     |  |
| Partit              | Partit                         | Vots      | %      | Escons   | +/– |  |
|                     | Partit Socialdemòcrata         | 316,951   | 40.04  | 86 / 200 | 2   |  |
|                     | Partit Finlandès               | 174,661   | 22.07  | 42 / 200 | 6   |  |
|                     | Partit Jove Finlandès          | 114,291   | 14.44  | 28 / 200 | 1   |  |
|                     | Partit Popular Suec            | 107,121   | 13.53  | 26 / 200 | 1   |  |
|                     | Lliga Agrària                  | 60,157    | 7.60   | 17 / 200 | 4   |  |
|                     | Unió de Treballadors Cristians | 17,344    | 2.19   | 1 / 200  | =   |  |
|                     | Altres                         | 1,034     | 0.13   | 0 / 200  | =   |  |
| Total               | Total                          | 791,559   | 100    | 200      | =   |  |
|                     |                                |           |        |          |     |  |
| Vots vàlids         | Vots vàlids                    | 791,559   | 99.37  |          |     |  |
| Invàlids / en blanc | Invàlids / en blanc            | 5,010     | 0.63   |          |     |  |
| Vots totals         | Vots totals                    | 796,569   | 100.00 |          |     |  |
| Votants Registrats  | Votants Registrats             | 1,324,931 | 60.12  |          |     |  |
| Font: Mackie & Rose |                                |           |        |          |     |  |